# Frassinoro
Frassinoro (emilián nyelven Frasnùr vagy Frasnôr) település Olaszországban, Emilia-Romagna régióban, Modena megyében. Lakosainak száma 1731 fő (2023. január 1.). Frassinoro Montefiorino, Pievepelago, Riolunato, Villa Minozzo, Castiglione di Garfagnana, Palagano és Toano községekkel határos.

## Népesség
A település lakossága az elmúlt években az alábbi módon változott:
| Lakosok száma | 1918 | 1876 | 1731 |
|               | 2017 | 2018 | 2023 |